# Immobilier en Chine
L'immobilier en Chine est le marché de biens immobiliers en république populaire de Chine. Une crise immobilière apparaît à partir de 2020.

## Aspect juridique
Il n'y a pas de propriété foncière individuelle en Chine : l'ensemble du patrimoine immobilier appartient à l'État. L'achat d'immobilier se fait via des droits de superficie, concédés à la suite d'un appel public à un promoteur, qui les revend ensuite aux particuliers après les avoir construit.
Pour des biens résidentiels, un tel droit de superficie peut être concédé pour un maximum de 70 ans. Le renouvellement à l'échéance est toutefois automatique, bien que la procédure de renouvellement n'ait pas encore été fixée dans une loi ; du fait de l'entrée en vigueur de la législation en 1988, les premières échéances ne seront pas avant la fin des années 2050. 
Le transfert de ces droits se fait dans un Registre foncier.

## Histoire

### Libéralisation progressive et accès à la propriété
À partir de 1984 sous l'impulsion de Deng Xiaoping la propriété privée est expérimentée dans quelques villes. Shenzhen est pionnière en 1987.
Le marché est libéralisé en 1998. Le marché immobilier devient alors un moteur de la croissance chinoise. Celui-ci se développe très rapidement avec la croissance du pays. Il représente en 2022 30 % du PIB alors que 90 % des Chinois sont propriétaires de leur logement.
La croissance de l'immobilier permet d'absorber la surproduction des aciéries chinoises et de loger les travailleurs migrants des campagnes en ville.
La possession d'un bien immobilier devient un symbole de succès en Chine. Cependant, en 2018 les Chinois mettent 74 % de leur épargne dans l'immobilier, contre 35 % pour les Américains.

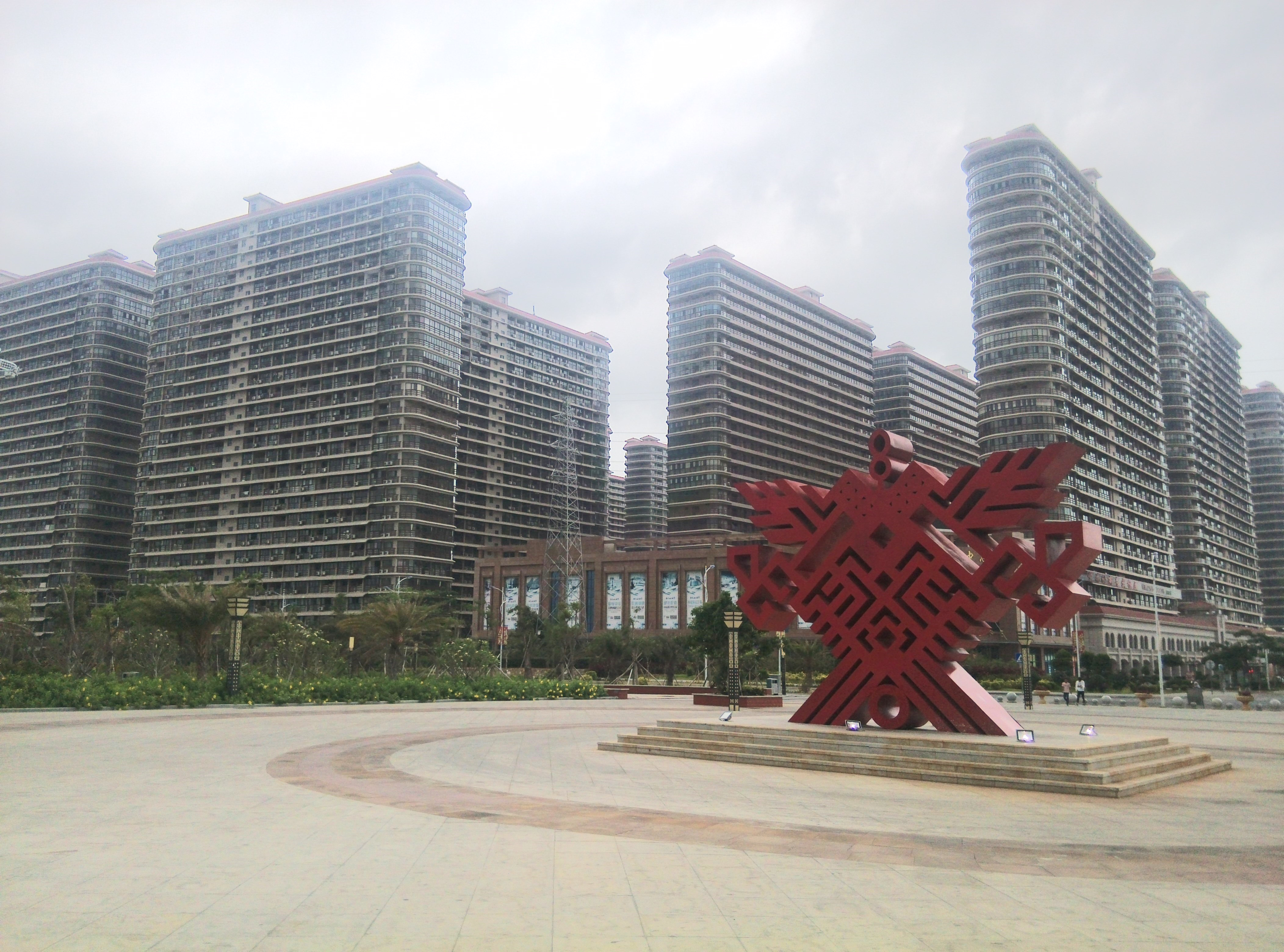
Ville fantôme en Chine.

### Début des difficultés
La construction de plus de logements que nécessaire conduit à la construction de « villes fantômes » à certains endroits. La hausse très importante des prix faisait craindre à plusieurs analystes une bulle immobilière au cours de la décennie 2010,,.

### Crise depuis 2020
Devant l'endettement important des promoteurs, le gouvernement limite l'accès au crédit en 2020. Trois règles, surnommées « trois lignes rouges », sont mises en place : le passif des entreprises ne doit pas excéder 70 % de leur actif, la dette nette ne doit pas dépasser les fonds propres, la trésorerie doit être au moins égale aux emprunts à court terme. Ceci ainsi que les restrictions liées à la pandémie de Covid-19 ont déclenché une crise immobilière.

#### 2020: chute d'Evergrande
Le géant Evergrande Group est en difficulté à partir de septembre 2020.
Le marché immobilier se caractérise par des prix élevés, un endettement trop important des promoteurs et le fait que l'immobilier est vu avant tout comme un investissement plutôt que comme un logement pour les ménages, ce qui explique qu'une part importante de la richesse s'y dirige.
En décembre 2022, les banques acceptent de prêter au moins 1 280 milliards de yuans pour soutenir les promoteurs.
Le montant total des ventes de logement a diminué de 25 % en 2022.
Le 17 août 2023, Evergrande se déclare en faillite aux États-Unis via la procédure du Chapitre 15 du code des États-Unis (en) après avoir annoncé 113 milliards de dollars de pertes en 2021 et 2022 le mois précédent,.

#### 2023: Chute de Country Garden
En août 2023, c'est au tour du promoteur Country Garden de se retrouver dans l'impossibilité de rembourser certaines de ses dettes, faisant chuter son action de plus de 16 % à la bourse de Hong Kong. Son endettement est alors supérieur à 150 milliards d'euros, après une perte record de 6 milliards d'euros en 2022, alors qu'il était cette année-là le plus gros vendeur de biens immobiliers en Chine et employait plus de 20 000 personnes à temps plein,.